# 圣克里斯托夫德瓦兰
圣克里斯托夫-德瓦兰（法語：Saint-Christophe-de-Valains，法語發音：[sɛ̃ kʁistɔf də valɛ̃]）是法国伊勒-维莱讷省的一个市镇，属于富热尔-维特雷区。

## 地理
圣克里斯托夫-德布瓦（48°20'34"N, 1°26'50"W）面积3.27 平方千米，位于法国布列塔尼大區伊勒-维莱讷省，该省份为法国西北部沿海省份，位于布列塔尼半岛东部，北濒大西洋，西接阿摩尔滨海省和莫尔比昂省，南至大西洋卢瓦尔省，西南端接曼恩-卢瓦尔省，东临马耶讷省，东北与芒什省接壤。
与圣克里斯托夫-德布瓦接壤的市镇（或旧市镇、城区）包括：勒蒂耶尔桑、圣旺德萨勒、库埃农河畔维约维、绍维涅。
圣克里斯托夫-德布瓦的时区为UTC+01:00、UTC+02:00（夏令时）。

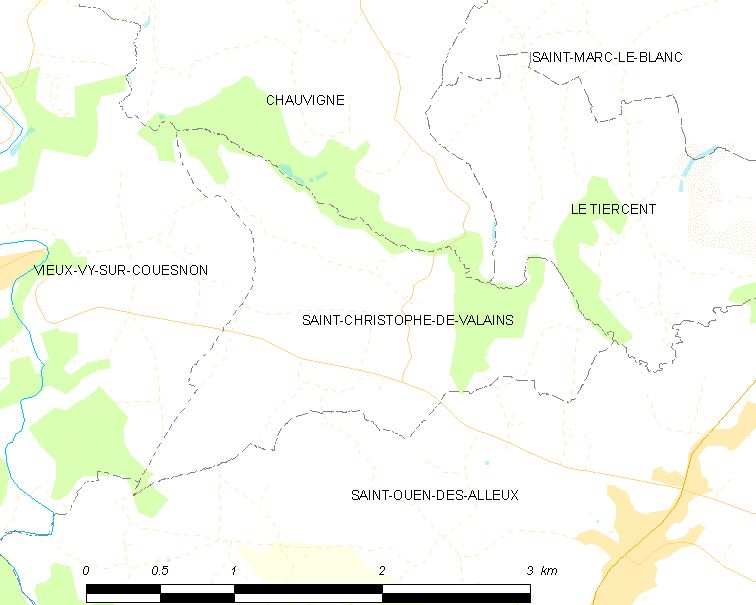
圣克里斯托夫-德布瓦的OSM定位图

## 行政
圣克里斯托夫-德布瓦的邮政编码为35140，INSEE市镇编码为35261。

## 政治
圣克里斯托夫-德布瓦所属的省级选区为富热尔第一县。

## 人口

1962-2008年间圣克里斯托夫-德布瓦人口变化图示

圣克里斯托夫-德布瓦于2022年1月1日时的人口数量为230人。